# 161962 Galchyn
161962 Galchyn este un asteroid din centura principală de asteroizi.

## Descriere
161962 Galchyn este un asteroid din centura principală de asteroizi. A fost descoperit pe 27 aprilie 2007 la observatorul astronomic din Andrușivka. Asteroidul prezintă o orbită caracterizată de o semiaxă mare de 2,72 ua, o excentricitate de 0,14 și o înclinație de 11,2° în raport cu ecliptica.